# Neppen
Neppen (westallgäuerisch: Näəpə duss) ist ein Gemeindeteil der Gemeinde Maierhöfen im bayerisch-schwäbischen Landkreis Lindau (Bodensee).

## Geographie
Der Weiler liegt circa 500 Meter östlich des Hauptorts Maierhöfen und zählt zur Region Westallgäu.

## Ortsname
Der Ortsname bezieht sich auf den Familiennamen Nepp und bedeutet somit „Ansiedlung des Nepp“. Der althochdeutsche Personennamen Eppo mit einer Agglutination gilt als unwahrscheinlich.

## Geschichte
Durch den heutigen Ort führte einst die Römerstraße Kempten–Bregenz. Neppen wurde erstmals im Jahr 1719 mit der Vereinödung des Orts mit acht Teilnehmern urkundlich erwähnt. In anderen Quellen wird der Ort schon 1635 erwähnt. 1818 wurden zwei Wohngebäude im Ort gezählt. Der Ort gehörte einst zum Gericht Grünenbach in der Herrschaft Bregenz.